# Daniel Baugh Brewster
Daniel Baugh Brewster (ur. 23 listopada 1923, zm. 19 sierpnia 2007) – amerykański polityk, demokrata. W latach 1959–1963 był przedstawicielem drugiego okręgu wyborczego w stanie Maryland w Izbie Reprezentantów Stanów Zjednoczonych, a w latach 1963–1969 reprezentował ten stan w Senacie Stanów Zjednoczonych.
W kancelarii senatora Brewstera jako stażyści pracowali między innymi Nancy Pelosi oraz Steny Hoyer, którzy zostali później członkami Izby Reprezentantów Stanów Zjednoczonych oraz wysokimi rangą przedstawicielami Partii Demokratycznej.
W 1969 roku Brewster został oskarżony o nielegalne przyjmowanie łapówek jako senator. Wieloletnie postępowanie zakończyło się w 1975 roku, gdy Brewster zrezygnował z obrony przed zarzutami.
Brewster zmarł 19 sierpnia 2007 roku na skutek raka wątroby. Jego ciało skremowano, a prochy pochowano na cmentarzu w Owings Mills w Maryland.